# 普雷日尔贝
普雷日尔贝（法語：Prégilbert，法語發音：[pʁeʒilbɛʁ]）是法国勃艮第-弗朗什-孔泰大区约讷省的一个市镇，位于该省中南部，属于欧塞尔区。

## 地理
普雷日尔贝（47°38'26"N, 3°39'59"E）面积6.8 平方千米，位于法国勃艮第-弗朗什-孔泰大區约讷省，该省份为法国中北部内陆省份，西接卢瓦雷省，西北接塞纳-马恩省，南至涅夫勒省，东临科多尔省，东北与奥布省接壤。
与普雷日尔贝接壤的市镇（或旧市镇、城区）包括：圣帕莱、瑟里、巴扎尔讷、屈尔河畔贝西、约讷河畔特吕西、双河村。
普雷日尔贝的时区为UTC+01:00、UTC+02:00（夏令时）。

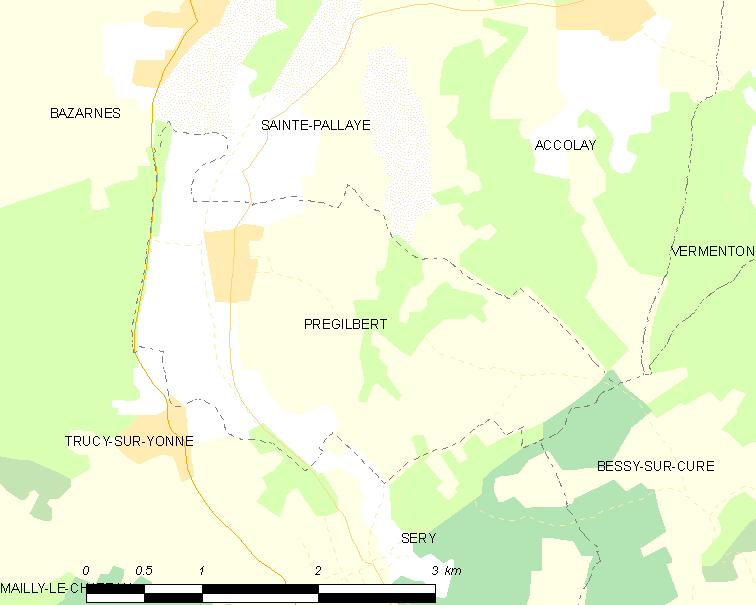
普雷日尔贝的OSM定位图

## 行政
普雷日尔贝的邮政编码为89460，INSEE市镇编码为89314。

## 政治
普雷日尔贝所属的省级选区为茹拉维尔县。

## 人口

1962-2008年间普雷日尔贝人口变化图示

普雷日尔贝于2022年1月1日时的人口数量为180人。